# 西光寺 (足立区)
西光寺（さいこうじ）は、東京都足立区にある浄土宗の寺院。

## 歴史
室町時代中期、長誉上人によって開山された。それ以上の詳細な由来は不明である。
境内には不動堂があり、不動明王像と二童子像がある。二童子像は江戸時代の作であるが、不動明王像は平安時代の智証大師円珍が作ったものといわれている。
門前には道標がある。成田参詣のためのもので、正面に成田山新勝寺の本尊の不動明王が彫られ、「成田山これより十六里、榎戸迄二十丁、大鳥之二十丁」と刻まれている。

## 交通アクセス
- 竹ノ塚駅より徒歩21分（経路案内）。